# Distrikt El Porvenir (Chincheros)
Der Distrikt El Porvenir liegt in der Provinz Chincheros in der Region Apurímac in Zentral-Peru. Der Distrikt wurde am 20. Dezember 2015 aus Teilen des Distrikts Ongoy gebildet. Er hat eine Fläche von 59,9 km². Beim Zensus 2017 wurden 1802 Einwohner gezählt. Die Distriktverwaltung befindet sich in der auf einer Höhe von etwa 3174 m gelegenen Ortschaft San Pedro de Huamburque mit 558 Einwohnern (Stand 2017). San Pedro de Huamburque liegt knapp 20 km nordöstlich der Provinzhauptstadt Chincheros. Neben San Pedro de Huamburque gibt es noch die Ortschaft El Porvenir mit 682 Einwohnern.

## Geographische Lage
Der Distrikt El Porvenir liegt im Andenhochland im Nordosten der Provinz Chincheros. Entlang der nördlichen Distriktgrenze fließt der Unterlauf des Río Pampas nach Südosten.
Der Distrikt El Porvenir grenzt im Westen an den Distrikt Ongoy, im äußersten Nordwesten an den Distrikt Huaccana, im Norden an den Distrikt Chungui sowie im äußersten Nordosten an den Distrikt Oronccoy (beide in der Provinz La Mar), im Südosten an den Distrikt Ocobamba sowie im Süden an den Distrikt Rocchacc.